# Хокејашка лига СР Југославије 2001/02.
Хокејашка лига СР Југославије 2001/02. је било једанаесто такмичење организовано под овим именом.

## Систем такмичења
У регуларном делу наступила су пет клуба. Сваки клуб одиграо је по шеснаест меча. У плеј оф су се пласирала четири клуба.
Шампион је постала Војводина. То је клубу била пета титула у Хокејашкој лиги СР Југославије.

## Клубови
| Клуб          | Град     | Арена                  | Капацитет | Основан |
| ------------- | -------- | ---------------------- | --------- | ------- |
| Војводина     | Нови Сад | Ледена дворана СПЕНС   | 1000      | 1957    |
| Партизан      | Београд  | Ледена дворана Пионир  | 2000      | 1948    |
| Спартак       | Суботица | Стадион малих спортова | 4000      | 1945    |
| Нови Сад      | Нови Сад | Ледена дворана СПЕНС   | 1000      | 1998    |
| Црвена звезда | Београд  | Ледена дворана Пионир  | 2000      | 1946    |

## Табела
| #  | Клуб          | ИГ | Д  | Н | ИЗ | ГД  | ГП  | Б  |
| -- | ------------- | -- | -- | - | -- | --- | --- | -- |
| 1. | Војводина     | 16 | 16 | 0 | 0  | 187 | 28  | 32 |
| 2. | Црвена звезда | 16 | 12 | 0 | 4  | 146 | 65  | 24 |
| 3. | Партизан      | 16 | 7  | 0 | 9  | 82  | 90  | 14 |
| 4. | Спартак       | 16 | 3  | 1 | 12 | 45  | 147 | 7  |
| 5. | Нови Сад      | 16 | 1  | 1 | 14 | 37  | 167 | 3  |

ИГ = одиграо, Д = победио, Н = нерешено, ИЗ = изгубио, ГД = голова дао, ГП = голова примио, Б = бодова

## Плеј оф

### Полуфинале 1
Војводина - Спартак 21:0 (11:0,5:0,5:0)

### Полуфинале 2
Црвена звезда - Партизан 9:5 (2:1,3:2,4:2)

### За 3. место
Партизан - Спартак 2:0
- Партизан - Спартак 7:5 (0:0,5:0,2:5)
- Спартак - Партизан 7:7 пен.0:3

### Финале
Војводина - Црвена звезда 2:0
- Војводина - Црвена звезда 9:3 (4:0,0:1,5:2)
- Црвена звезда - Војводина 3:5 (0:3,2:1,1:1)

| Првак Хокејашке лиге СР Југославије 2001/02. |
| -------------------------------------------- |
| ХК Војводина 5. Титула                       |